# 鍋島茂義
鍋島 茂義（なべしま しげよし）は、江戸時代後期の武士。肥前国佐賀藩士。武雄鍋島家9代当主。28代佐賀藩自治領武雄領主。
佐賀藩の請役（藩務を総理する執政職）として藩の財政改革を担当するも、天保3年（1832年）、財政的余裕がないとして岳父で前藩主・鍋島斉直の江戸出府を厳しく戒めたため請役を罷免される。武雄領に戻った後は天保5年（1834年）、日本の封建領主で最初に高島秋帆に弟子入りして西洋式砲術や科学技術を究めると共に、義弟で10代藩主・斉正（直正）に大きな影響を与え、幕末期の佐賀藩の高度な軍事力・技術力開発のさきがけとなった。

## 佐賀藩政への関与
寛政12年（1800年）、27代武雄領主・鍋島茂順の子として誕生。文政5年（1822年）11月、家督を未だ継がないまま、22歳で佐賀藩の請役に就任。当時、佐賀藩の財政状況は極めて厳しく佐賀藩9代藩主・鍋島斉直の側役有田権之丞が領内に例外なく人頭税を課そうとしたが、茂義は「人頭税を課すことは政治の要諦にあらず」と反対し、同年12月、請役就任1ヶ月にして請役を辞職する。
文政6年（1823年）8月、再び請役に就任。文政7年（1824年）、11代将軍・徳川家斉の娘盛姫が斉直の嫡子・斉正に嫁ぐことが決まるが、佐賀藩の財政状況の厳しさから、茂義は江戸に上りその延期を請願した。しかし幕府に拒まれ、文政8年（1825年）11月、江戸において、請役として斉正と盛姫の婚儀をつかさどった。また、文政7年（1824年）に江戸に上った際、佐賀藩江戸藩邸の財政が濫に流れているとして、江戸藩邸の責任者を弾劾し、その結果、家老鍋島石見は家老職免職、側役有田権之丞と納富十右衛門は佐賀に送り返され切腹を命じられた。
文政9年（1826年）3月、婚儀の大役を終えた茂義は佐賀に戻るが、その途中、品川で斉直の遊興の場であった別邸を財政破綻の一因であるとして破却したため、斉直の怒りを買い、請役罷免の上、切腹を言い渡された。このとき、支藩の小城藩9代藩主・鍋島直堯と多久鍋島家（後多久氏）10代当主・多久茂澄が斉直に諫言し、茂義は切腹を免れた。
文政10年（1827年）1月、三たび請役に就任した。この年、斉直の娘竈姫を娶り、茂義は斉正の義兄となった。この頃、斉正の世継ぎ教育に積極的に関わっており、茂義は斉正の成長期に大きな影響を与えたと思われる。
天保元年（1830年）、斉直が隠居して斉正が10代藩主となる。茂義は請役として、斉正からたびたび意見を求められ、財政改革に取り組んだ。また、天保3年（1832年）8月には父・茂順が隠居して28代武雄領主となった。しかし、同年12月、前藩主・斉直が江戸に上ることを希望したのに対し、莫大な経費を要する江戸への出府を藩財政逼迫の折に行うべきではないと諫言して斉直の怒りに触れ、12日間の謹慎を命ぜられると共に請役を罷免される。
このように、茂義は佐賀藩の財政危機に際し、藩首脳の贅沢を止めさせることで対応しようとしたが、その方法が過激であったために、結局藩政改革を全うすることができず、3度目の請役辞任の後は藩政に関わらないまま、武雄に戻る。天保10年（1839年）に7歳の嫡子茂昌に武雄領主の地位を譲り隠居した。
文久2年（1863年）、死去。

## 茂義の軍事研究
請役を罷免される前の天保2年（1831年）、茂義は雨天でも使用できる火打石銃をオランダから輸入している。さらに、オランダ人を招いて軍事教練を実施したと伝えられており、武雄領内の軍制をオランダ式に改めている。そして、天保3年（1832年）、家臣の平山醇左衛門を長崎町年寄の高島秋帆に入門させて、西洋式砲術を学ばせ、天保5年（1834年）茂義自身も秋帆に入門し、翌年免許皆伝を受けている。
このように、茂義は幕府韮山代官江川英龍などが着目する前から、高島秋帆と深い交流を持っており、天保6年（1835年）には秋帆が日本で初めて鋳造した西洋式大砲（青銅製モルチール砲）が茂義に献上されている。この青銅製モルチール砲は、秋帆の名やオランダ暦(西暦）の1835年に初めて日本で鋳造された旨のオランダ語が刻まれた貴重なものであり、かつては武雄市図書館・歴史資料館に展示されていた。
そして、この頃には、武雄領でも西洋式大砲の鋳造や試射が行われており、茂義は我が国の封建領主の中で最も早く西洋の軍事技術の導入に成功した人物と位置付けられる。
この武雄領の軍事技術に、佐賀藩が注目したのは、それから5年後の天保11年（1840年）に斉正が武雄兵の軍事演習を視閲したときであり、佐賀藩は老中水野忠邦が西洋式砲術に興味を示しているのを敏感に察知して、天保13年（1842年）、武雄領の平山醇左衛門を砲術稽古及び大砲鋳造のために取り立てている。なお天保12年（1841年）には、江川英龍が武雄を訪れ、軍事教練及び大砲鋳造を見学したと伝わっている。
しかし江戸町奉行鳥居耀蔵の讒言により、同年末に高島秋帆が捕縛されると、翌年に平山醇左衛門が武雄領内で処刑されるなど、一時佐賀藩内や武雄領内で高島色が払拭される動きが現れる。
そうした中でも、茂義は、佐賀藩の火術方（砲術研究所）でたびたび相談ごとを受け、諸藩に先駆けて新型砲（ペキサンス砲）の研究も行っており、オランダ通詞と独自のパイプを持っていた茂義が、日本周辺への列強の出没に危機感を覚え、さらに軍事研究を続けていたことが窺える。

## 茂義の科学研究
武雄には現在も138冊の蘭書コレクションや、地球儀や天球儀、測量器具や時計、薬品などの輸入物品が残されているが、これは茂義の時期にオランダから購入されたものである。それに加えて武雄では、天保年間、塚崎城（武雄領主の館、現武雄高校）で理化学実験用シリンダーなどのガラス製品や、蘭引（蒸留装置）や乳鉢、乳棒などの磁器が製造されている。茂義やその家臣は、これらの実験器具を用いて理化学実験を行っており、特に火薬や雷管の研究を行っていたと言われる。佐賀藩では、嘉永4年（1851年）に精煉方（理化学研究所）を設け、本格的に理化学研究に取り組むが、このような武雄領の研究結果はその際、大いに参考にされたものと思われる。
また、嘉永7年（1854年）に、茂義は斉正から精煉方における蒸気船建造の責任者に任命されるが、これも茂義が既に蒸気機関についての知識を有していた表れと考えられる。

## 系譜
- 父：鍋島茂順（1760-1835）
- 母：不詳
- 室：竈姫 - 鍋島斉直娘、鍋島直正姉
- 生母不明の子女
  - 男子：鍋島茂昌（1832-1910）
  - 男子：後藤保明
  - 男子：土肥成明
  - 女子：藤 - 鍋島茂元室